# Ґронсіно
Ґронсіно (пол. Grąsino) — село в Польщі, у гміні Слупськ Слупського повіту Поморського воєводства.
Населення — 509 осіб (2011).
У 1975-1998 роках село належало до Слупського воєводства.

## Демографія
Демографічна структура станом на 31 березня 2011 року:
|          | Загалом | Допрацездатний вік | Працездатний вік | Постпрацездатний вік |
| -------- | ------- | ------------------ | ---------------- | -------------------- |
| Чоловіки | 267     | 69                 | 192              | 6                    |
| Жінки    | 242     | 68                 | 151              | 23                   |
| Разом    | 509     | 137                | 343              | 29                   |